# Natuurpark O Invernadeiro

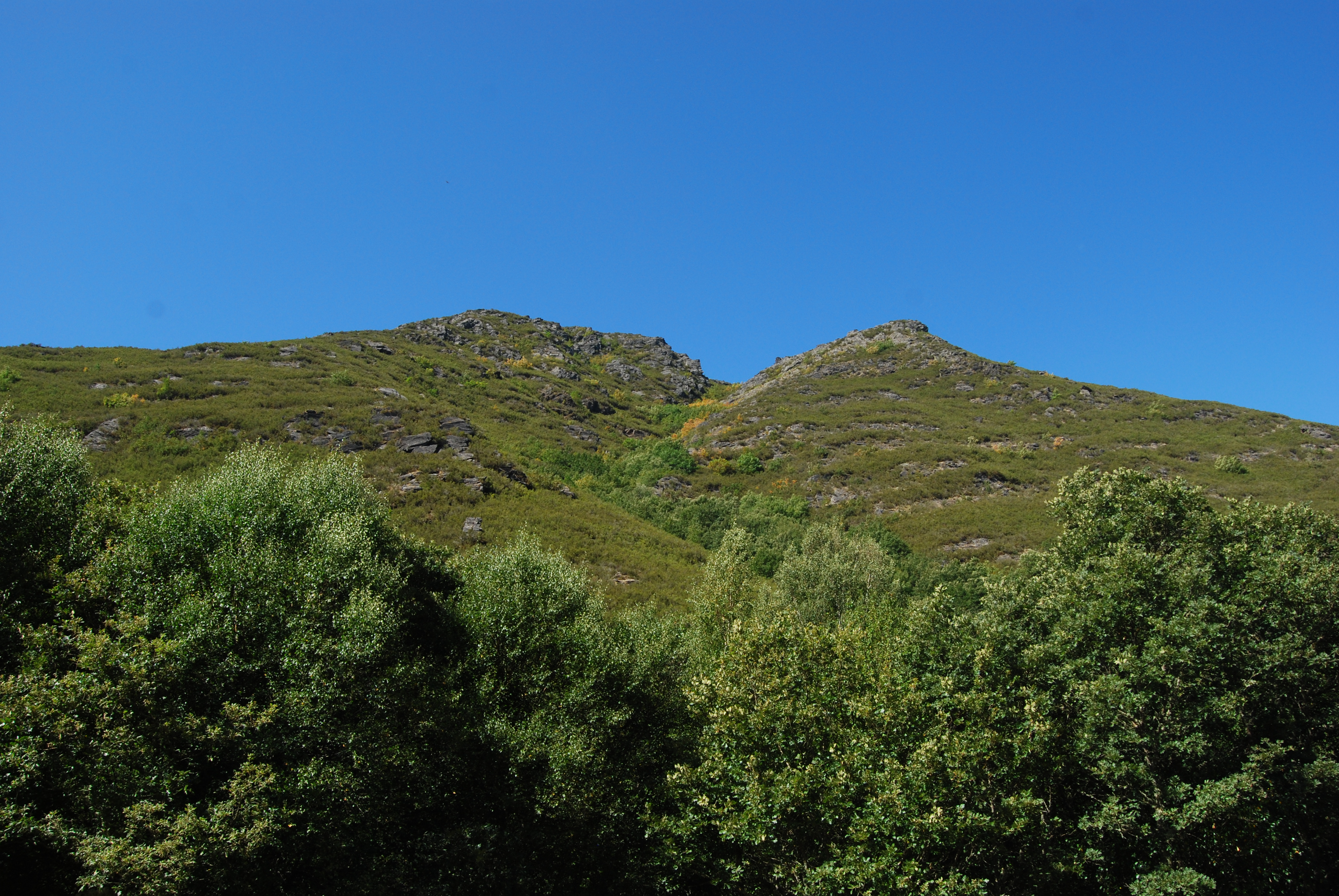

Het Natuurpark O invernadeiro (Galicisch: Parque natural do Invernadeiro/ Spaans: Parque natural El Invernadero) is een natuurpark in Galicië in Spanje. Het natuurpark werd opgericht in 1997 en is 5722 hectare groot. Het natuurpark omvat gebergte. In het park komt wolf, ree, everzwijn voor.